# Liga Nacional de Nueva Zelanda 1999
La Liga Nacional de Nueva Zelanda 1999 fue la vigésima novena edición de la antigua primera división del país. Este campeonato constó con la particularidad de que se jugaron dos ligas, una disputada por los equipos de la Isla Norte y otra por los de la Isla Sur, y que los primeros de ambos torneos se enfrentaron entre sí para definir al campeón nacional.
Central United, campeón de la Isla Norte, venció al Dunedin Technical, ganador del campeonato de la Isla Sur, en la final por un resultado de 3-1.

## Isla Norte

### Equipos participantes
| Equipo                      | Ciudad           |
| --------------------------- | ---------------- |
| Central United              | Auckland         |
| Lower Hutt City             | Lower Hutt       |
| Manawatu                    | Palmerston Norte |
| Melville United             | Hamilton         |
| Metro FC                    | Auckland         |
| Miramar Rangers             | Wellington       |
| Napier City Rovers          | Napier           |
| North Shore United          | North Shore City |
| University-Mount Wellington | Auckland         |
| Waitakere City FC           | Waitakere        |
| Wellington Olympic          | Wellington       |
| Western Suburbs             | Porirua          |

### Clasificación
| Pos | Equipo                      | PJ | G  | E | P  | GF | GC | Dif | Pts |
| --- | --------------------------- | -- | -- | - | -- | -- | -- | --- | --- |
| 1   | Central United              | 22 | 12 | 8 | 2  | 42 | 22 | 20  | 44  |
| 2   | Waitakere City FC           | 22 | 12 | 7 | 3  | 45 | 27 | 18  | 43  |
| 3   | Napier City Rovers          | 22 | 11 | 6 | 5  | 46 | 29 | 17  | 39  |
| 4   | University-Mount Wellington | 22 | 11 | 6 | 5  | 38 | 22 | 16  | 39  |
| 5   | Miramar Rangers             | 22 | 11 | 5 | 6  | 46 | 35 | 11  | 38  |
| 6   | Metro FC                    | 22 | 6  | 8 | 8  | 35 | 34 | 1   | 26  |
| 7   | Manawatu                    | 22 | 6  | 7 | 9  | 38 | 51 | -13 | 25  |
| 8   | Western Suburbs             | 22 | 6  | 5 | 11 | 38 | 40 | -2  | 23  |
| 9   | Lower Hutt City             | 22 | 5  | 7 | 10 | 30 | 50 | -29 | 22  |
| 10  | Wellington Olympic          | 22 | 5  | 6 | 11 | 18 | 43 | -25 | 21  |
| 11  | North Shore United          | 22 | 5  | 5 | 12 | 30 | 46 | -16 | 20  |
| 12  | Melville United             | 22 | 5  | 4 | 13 | 27 | 42 | -15 | 19  |

J: partidos jugados; G: partidos ganados; E: partidos empatados; P: partidos perdidos; GF: goles a favor;
 GC: goles en contra; DG: diferencia de goles; Pts: puntos
|  | Clasificación a la siguiente temporada y a la final |

|  | Clasificación a la siguiente temporada |

## Isla Sur

### Equipos participantes
| Equipo                 | Ciudad       |
| ---------------------- | ------------ |
| Caversham AFC          | Dunedin      |
| Christchurch Technical | Christchurch |
| Dunedin Technical      | Dunedin      |
| Marlborough            | Marlborough  |
| Nelson Suburbs         | Nelson       |
| Northern Hearts        | Timaru       |
| Southland United       | Invercargill |
| Woolston WMC           | Christchurch |

### Clasificación
| Pos | Equipo                 | PJ | G  | E | P  | GF | GC | Dif | Pts |
| --- | ---------------------- | -- | -- | - | -- | -- | -- | --- | --- |
| 1   | Dunedin Technical      | 14 | 10 | 3 | 1  | 43 | 15 | 28  | 33  |
| 2   | Nelson Suburbs         | 14 | 10 | 2 | 2  | 45 | 23 | 22  | 32  |
| 3   | Woolston WMC           | 14 | 9  | 2 | 3  | 43 | 21 | 22  | 29  |
| 4   | Caversham AFC          | 14 | 8  | 0 | 6  | 37 | 22 | 15  | 24  |
| 5   | Christchurch Technical | 14 | 7  | 1 | 6  | 33 | 27 | 6   | 22  |
| 6   | Southland United       | 14 | 4  | 2 | 8  | 28 | 39 | -11 | 14  |
| 7   | Northern Hearts        | 14 | 2  | 1 | 11 | 16 | 65 | -49 | 7   |
| 8   | Marlborough            | 14 | 0  | 1 | 13 | 18 | 51 | -33 | 1   |

J: partidos jugados; G: partidos ganados; E: partidos empatados; P: partidos perdidos; GF: goles a favor;
 GC: goles en contra; DG: diferencia de goles; Pts: puntos
|  | Clasificación a la siguiente temporada y a la final |

|  | Clasificación a la siguiente temporada |

## Final
| 9 de septiembre de 1999 | Central United | 3:1 | Dunedin Technical | North Harbour, Auckland    |                            |
|                         | Elrick         |     | Seales            | Árbitro(s): Bruce Grimshaw | Árbitro(s): Bruce Grimshaw |

| Bandera de Nueva Zelanda         |
| Campeón Central United 1º título |